# Medina Sidônia
Medina Sidônia (português brasileiro) ou Medina Sidónia (português europeu) é um município da Espanha na província de Cádis, comunidade autónoma da Andaluzia, de área 493 km² com população de 11320 habitantes (2007) e densidade populacional de 21,99 hab/km².
É considerada por alguns como sendo a mais antiga cidade da Europa, usada como lugar de defesa militar devido à sua localização elevada. Os locais são conhecidos como "assidonenses". O nome da cidade deriva de Medina (árabe para "cidade") e Sidônia (de Sidom, neto de Noé), significando por isso "Cidade de Sidom".

## Demografia
| Variação demográfica do município entre 1991 e 2004 | Variação demográfica do município entre 1991 e 2004 | Variação demográfica do município entre 1991 e 2004 | Variação demográfica do município entre 1991 e 2004 |
| --------------------------------------------------- | --------------------------------------------------- | --------------------------------------------------- | --------------------------------------------------- |
| 1991                                                | 1996                                                | 2001                                                | 2004                                                |
| 16309                                               | 10750                                               | 10728                                               | 10802                                               |

## Património
- Castelo de Torrestrella